# Femminile Molfetta
L'Associazione Sportiva Dilettantistica Femminile Molfetta è una squadra italiana di calcio a 5 femminile con sede a Molfetta.

## Storia
La Femminile Molfetta è l'unica società femminile di calcio a 5 presente nella città di Molfetta. Da diversi anni promuove il futsal in rosa. È presente nell'attuale massima categoria nazionale di c5 femminile.

## Statistiche
| Livello | Categoria | Partecipazioni | Debutto   | Ultima stagione | Totale |
| ------- | --------- | -------------- | --------- | --------------- | ------ |
| 1º      | Serie A   | 3              | 2022-2023 | 2024-2025       | 3      |
| 2°      | Serie A   | 1              | 2016-2017 | 2016-2017       | 6      |
| 2°      | Serie A2  | 5              | 2017-2018 | 2021-2022       | 6      |
| 3º      | Serie C   | 1              | 2015-2016 | 2015-2016       | 1      |